# Belušić
Belušić (en serbe cyrillique : Белушић) est un village de Serbie situé dans la municipalité de Rekovac, district de Pomoravlje. Au recensement de 2011, il comptait 808 habitants.

## Géographie
Belušić est situé sur les bords de la Županjevačka reka, un des bras qui forme le Lugomir, un affluent de la Velika Morava.

## Démographie

### Évolution historique de la population
| 1948  | 1953  | 1961  | 1971  | 1981  | 1991  | 2002 | 2011 |
| ----- | ----- | ----- | ----- | ----- | ----- | ---- | ---- |
| 1 317 | 1 307 | 1 344 | 1 253 | 1 188 | 1 111 | 934  | 808  |

|  |